# 界面
界面（かいめん、英: interface）とは、ある均一な液体や固体の相が他の均一な相と接している境界のことである。この「他の均一な相」が気体もしくは真空であるとき、界面を特に表面（surface）とよぶ（例外もある）。ただし、お互いが完全に混ざり合うことはしない（混ざり合うと界面でなくなる。ただし、界面付近数原子層程度で互いの原子からなる化合物を形成する場合はある）。界面は気相と液相、液相と液相、液相と固相、固相と固相の二相間で形成される。界面を構成する分子・原子は、界面を挟んでいる相から連続的に続いているにもかかわらず、相内部とは性質が異なり、膜のようなはたらきをする。たとえば界面では光線が反射や屈折、散乱、吸収を起こし、界面間には界面張力がはたらく。
エレクトロニクス産業の要請によって固体材料の薄膜やナノテクノロジーを研究する科学分野が重要性を帯びており、特に固体同士の界面は固相界面と呼ばれて界面研究の重要分野となっている。単に界面といえば固相界面を指す場合が多い。
学問上は界面化学および表面物理学で取り扱われる。

## 界面の性質
理想気体のように分子相互作用（分子間力や静電気力など）がなく凝縮しない場合には、複数の成分を混ぜ合わせても、乱雑さ（エントロピー）が増大する方向に自発的に変化する、つまり混合して均一となる。しかし、分子間相互作用があり、凝縮相となる実在分子において、異種分子間の相互作用より、同一種分子間の相互作用のほうがはるかに強いとき、混合するよりもそれぞれが相分離して、同一種同士の相互作用で安定化するほうが有利となる。このとき、相分離した二つの相の境界が「界面」である。例えば、水分子同士には分子間力よりかなり強い水素結合が働く。油の分子同士では互いに弱い分子間力しか働かない。ゆえに、水は水分子同士で固まっていたほうが安定であり、水と油は混ざり合わないのである（ただしそれでも超音波細動などで水素結合を切って分子レベルで均一にすることはできる）。
界面近傍の分子は、周囲を取り囲む同一種分子の総数が内部より少なくなるために、同一種分子の相互作用で安定化されている内部の分子より自由エネルギー的に不利な状態になる。つまり、内部と比べて過剰の自由エネルギーをもつことになり、これを界面自由エネルギー（interfacial free energy）という。この界面自由エネルギーを低下させるために、界面はできる限り小さくなろうとする。これが界面張力（interface tension）であり、単位面積当たりの界面自由エネルギーとなる。気体との界面の場合は表面張力という。
表面が曲率を持つ場合、その表面の持つエネルギーの効果はヤング・ラプラスの式や、蒸気圧に関するケルビン方程式によって表される。

## 界面活性剤
界面自由エネルギーは分子間相互作用による安定化が界面近傍で低下することによる。このため、相分離する二つの成分のそれぞれの化学構造に類似した構造を一つの分子中に併せもつものが界面に並ぶことにより、この高エネルギー状態を緩和することができる。このような物質を界面活性剤という。水と油のように互いに混合せず相分離する系ではそれぞれ水および油に親和性のある親水基と親油基を一つの分子中に併せもつ、つまり両親媒性構造をもつものが界面活性剤となる。

## 表面緩和
単一の元素で構成される物質の、ほぼ無限につながるバルク内部での各原子間に働く力や距離は、全く同一であるが、劈開（へきかい）などによってきれいにそろった分子の層が表面に現れた時、それまで前方向に等しく働いていた力の均衡が変わって、第2層目にある分子が少し内側へとずれて、最も外側の層にある分子との距離がひらく。これは表面緩和と呼ばれ、本来さらに外側にあった分子が無くなることで2層目の分子が受ける外向きに働く力が弱くなったために起こる現象である。説明のためにきれいにそろった表面としたが、そろっていなくとも同様の現象は起こる。
また、金属原子で構成される表面付近では、金属原子同士を結び付けている電子の自由電子が表面から内部に引き込まれているために、正確には表面近くでの自由電子の存在確率が低くなっているために、金属原子も引きずられて少し内部に変位している。このため金属表面付近の原子層の間隔はバルク内部に比べて小さくなっている。表面緩和や金属原子表面での原子層間隔の縮小は清浄な表面での現象であり、これらの表面に他の原子・分子が付着すれば結果は異なってくる。

## 濡れ
固相・気相・液相の3相が接する場所では、濡れと呼ばれる現象が生じる。